# Aldestraat

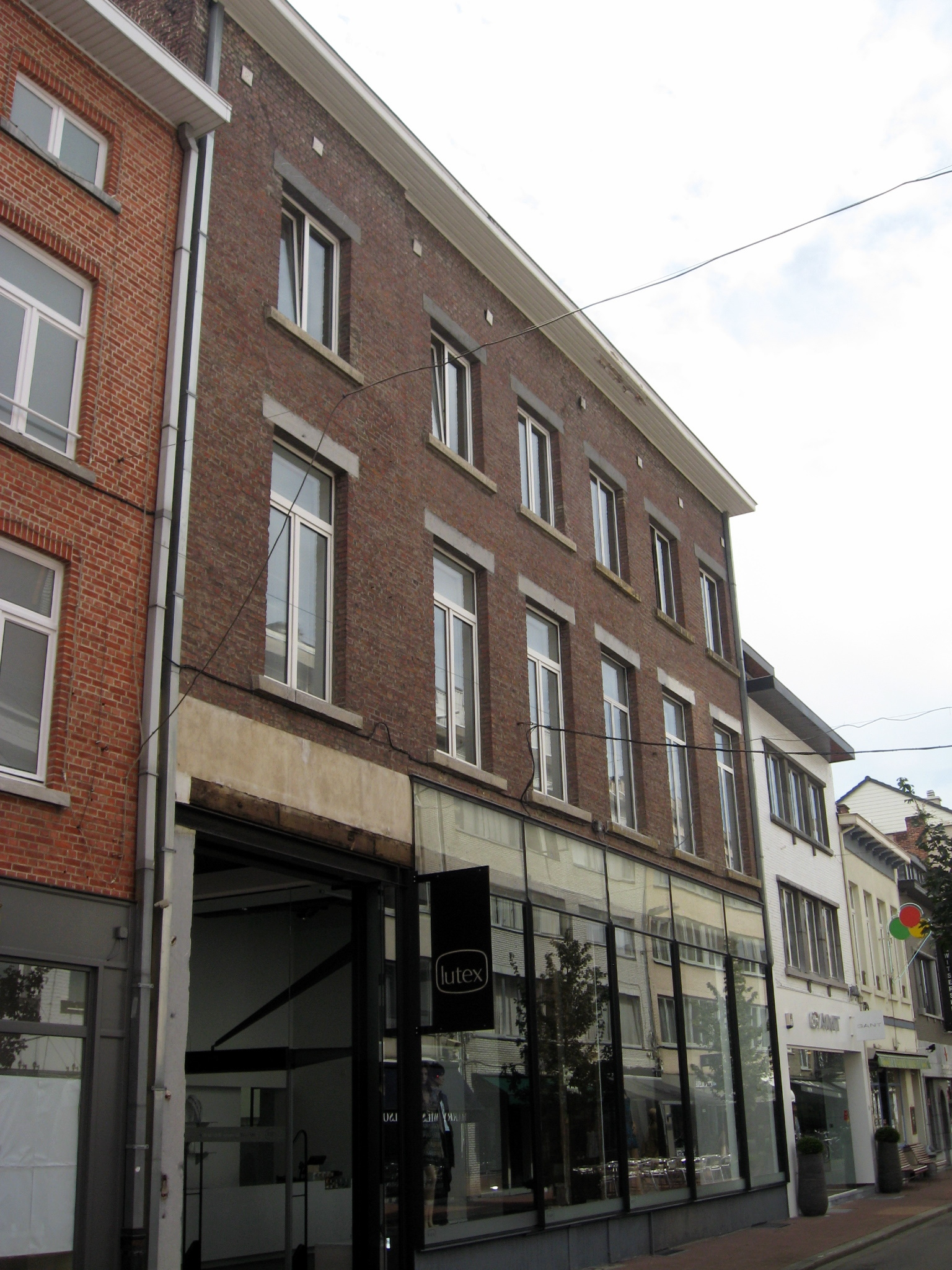
Woning Aldestraat 10-12

De Aldestraat is een straat te Hasselt.
De straat loopt van de Dokter Willemsstraat in rechte lijn door in oostelijke richting naar de Fruitmarkt. Ze wordt doorsneden door Onze-Lieve-Vrouwestraat/Zwanestraat. Tegenwoordig is het een winkelstraat.

## Geschiedenis
De naam Aldestraete werd voor het eerst in 1459 vermeld. Voordien werd ze Aude of Auwe straete genoemd. Het was een invalsweg van Hasselt en door de aanleg van de stadsomwalling van Hasselt kwam zij in het verlengde te liggen van de Kuringerpoort en vestigden zich handelaars in deze straat, met name in de oostelijke helft ervan. Vanaf de 16e eeuw werden hier markten gehouden voor vlas en linnen, aardewerk en klompen. De westelijke helft van de Aldestraat werd pas veel later een winkelstraat.
In de Aldestraat vindt men burgerhuizen die hun aanblik verkregen in de 2e helft van de 19e en het eerste kwartaal van de 20e eeuw. Vaak zijn de benedenverdiepingen sterk gewijzigd vanwege de functie als winkelpand.

## Monumenten
De belangrijkste monumenten zijn:
- Huis Heusden, aan Aldestraat 44
- Het Lombardenhuys aan Aldestraat 53